# Campionati mondiali di short track 2024
I Campionati mondiali di short track 2024 furono la 48ª edizione della competizione organizzata dall'International Skating Union (ISU). Le gare si svolsero dal 15 al 17 marzo 2024 al Rotterdam Ahoy di Rotterdam, nei Paesi Bassi.

## Partecipanti
Hanno preso parte alla competizione pattinatori in rappresentanza di 36 nazioni.
- Australia
- Austria
- Belgio
- Bosnia ed Erzegovina
- Bulgaria
- Canada
- Cina
- Corea del Sud
- Croazia
- Francia
- Germania
- Giappone
- Gran Bretagna
- Hong Kong
- India
- Irlanda
- Italia
- Kazakistan
- Lettonia
- Lussemburgo
- Mongolia
- Nuova Zelanda
- Paesi Bassi
- Polonia
- Rep. Ceca
- Serbia
- Singapore
- Slovacchia
- Slovenia
- Stati Uniti
- Svizzera
- Taipei cinese
- Thailandia
- Turchia
- Ucraina
- Ungheria

## Podi

### Donne
| Evento                      | Oro                                                                                              | Tempo    | Argento                                                                     | Tempo    | Bronzo                                                                  | Tempo    |
| 500 m (dettagli)            | Kim Boutin                                                                                       | 42"626   | Xandra Velzeboer                                                            | 42"833   | Kristen Santos-Griswold                                                 | 42"929   |
| 1000 m (dettagli)           | Kristen Santos-Griswold                                                                          | 1'42"727 | Kim Gil-li                                                                  | 1'43"049 | Arianna Fontana                                                         | 1'43"074 |
| 1500 m (dettagli)           | Kim Gil-li                                                                                       | 2'21"192 | Kristen Santos-Griswold                                                     | 2'21"413 | Corinne Stoddard                                                        | 2'22"444 |
| Staffetta 3000 m (dettagli) | Paesi Bassi Selma Poutsma Yara van Kerkhof Xandra Velzeboer Michelle Velzeboer Suzanne Schulting | 4'07"788 | Stati Uniti Eunice Lee Julie Letai Kristen Santos-Griswold Corinne Stoddard | 4'08"061 | Canada Danaé Blais Kim Boutin Rikki Doak Renée Steenge Courtney Sarault | 4'12"675 |

### Uomini
| Evento                      | Oro                                                                 | Tempo    | Argento                                                                      | Tempo    | Bronzo                                                               | Tempo    |
| 500 m (dettagli)            | Lim Hyo-jun                                                         | 41"592   | Denis Nikisha                                                                | 41"676   | Jordan Pierre-Gilles                                                 | 52"289   |
| 1000 m (dettagli)           | William Dandjinou                                                   | 1'25"534 | Pietro Sighel                                                                | 1'25"555 | Luca Spechenhauser                                                   | 1'26"026 |
| 1500 m (dettagli)           | Sun Long                                                            | 2'23"009 | Jens van 't Wout                                                             | 2'23"260 | Brendan Corey                                                        | 2'23"428 |
| Staffetta 5000 m (dettagli) | Cina Lim Hyo-jun Shaoang Liu Shaolin Sándor Liu Sun Long Li Wenlong | 7'18"468 | Corea del Sud Hwang Dae-heon Kim Gun-woo Lee Jeong-min Seo Yi-ra Park Ji-won | 7'18"641 | Polonia Łukasz Kuczyński Michał Niewiński Félix Pigeon Diané Sellier | 7'19"103 |

### Misti
| Evento                      | Oro                                                             | Tempo    | Argento                                                                            | Tempo    | Bronzo                                                                        | Tempo    |
| Staffetta 2000 m (dettagli) | Cina Fan Kexin Gong Li Lim Hyo-jun Shaoang Liu Sun Long Wang Ye | 2'37"697 | Italia Chiara Betti Andrea Cassinelli Arianna Sighel Pietro Sighel Gloria Ioriatti | 2'37"747 | Stati Uniti Andrew Heo Marcus Howard Kristen Santos-Griswold Corinne Stoddard | 2'39"369 |

## Medagliere
| Pos.   | Paese         | Oro | Argento | Bronzo | Totale |
| ------ | ------------- | --- | ------- | ------ | ------ |
| 1      | Cina          | 4   | 0       | 0      | 4      |
| 2      | Canada        | 2   | 0       | 2      | 4      |
| 3      | Stati Uniti   | 1   | 2       | 3      | 6      |
| 4      | Paesi Bassi   | 1   | 2       | 0      | 3      |
| 4      | Corea del Sud | 1   | 2       | 0      | 3      |
| 6      | Italia        | 0   | 2       | 2      | 4      |
| 7      | Kazakistan    | 0   | 1       | 0      | 1      |
| 8      | Australia     | 0   | 0       | 1      | 1      |
| 8      | Polonia       | 0   | 0       | 1      | 1      |
| Totale | Totale        | 9   | 9       | 9      | 27     |